# Шипіцина
Шипі́цина (рос. Шипицына) — присілок у складі Комишловського району Свердловської області. Входить до складу Обуховського сільського поселення.
Населення — 407 осіб (2010, 420 у 2002).
Національний склад станом на 2002 рік: росіяни — 95 %.